# Południk zero
Południk zero – polski czarno-biały film sensacyjny z 1970 roku w reż. Waldemara Podgórskiego.
Premiera odbyła się w 1970 roku.

## Fabuła
Wiosna 1945, Ziemie Odzyskane. Zdemobilizowany por. Bartkowiak wraz z dwoma członkami ZWM przybywa do położonej na Mazurach niedużej miejscowości, gdzie jako pełnomocnik ma za zadanie zorganizować normalne życie. W miasteczku władzę dzierży jednak wraz z grupą rzezimieszków niejaki Szczygieł. Miejscową ludność traktują oni jak niemiecką, chociaż sam Bartkowiak zdaje sobie sprawę, że w gruncie rzeczy to zgermanizowani Mazurzy, którzy od pokoleń walczyli o polskość tych ziem. Partykularne interesy przeciwstawione ideałom Bartkowiaka w końcu doprowadzają do konfliktu. Porucznik nie chce się zgodzić na grabienie miasteczka przez Szczygła i jego bandę oraz jego przestępcze porządki. W finałowej rozgrywce, Bartkowiak przy pomocy „zetwuemowców” i miejscowej ludności czującej się wciąż Polakami rozbija bandę.

## Obsada
- Ryszard Filipski – por. Bartkowiak
- Wanda Neumann – Jadwiga
- Janusz Kłosiński – Szczygieł
- Andrzej Kozak – „zetwuemowiec” Andrzej
- Tadeusz Kwinta – „zetwuemowiec” Filip
- Jerzy Bińczycki – Byk
- Stanisław Gronkowski – Weruczka
- Wirgiliusz Gryń – „Witek” Witkiewicz
- Henryk Hunko – Antoś
- Eugeniusz Kamiński – Flamand
- Mieczysław Stoor – Michalski
- Edward Wnuk – Adalbert (brat Jadwigi)

## Lokacje
- Pasym